# Johannes Jensen (1818-1873)
 Der er flere personer med dette navn, se Johannes Jensen.
Johannes Jensen (1818 i København – 23. maj 1873 sammesteds) var en dansk maler.

## Karriere
Hans forældre var skibsfører Johannes Jensen og Sophie Emilie Poulsen (anden gang gift med snedker Valentin), kom efter sin konfirmation fem år i malerlære hos malermester J.H. Gradt (blev svend 1838) og begyndte samtidig (1832) at besøge Kunstakademiet, hvor han med afbrydelser gik til 1846.
Efter at have uddannet sig til portrætmaler begyndte han at udstille på Charlottenborg 1843 og udstillede siden jævnt, om end ikke meget, indtil 1869. Foruden portrætter udstillede han også nogle genrebilleder og udførte altertavler til Ansgar Kirke og flere kirker på Fyn. Efter sigende skal han have været nogle år i Nordamerika, sandsynligvis mellem 1869-72. Han arbejdede i tidens sødladne stil, som var blevet gjort populær af bl.a. Carl Bloch. Jensen har desuden leveret forlæg til litografier for I.W. Tegner & Kittendorff (bl.a. af Adam Oehlenschläger (1851) og A.S. Ørsted (1853)). Han døde i København den 23. maj 1873.
Han blev gift 16. juli 1851 på Frederiksberg med Hansine Emilie Hoffgaard (ca. 1821 i København - 8. juni 1876 smst.), datter af toldbetjent Christian Frederik Hoffgaard og Pauline Florentine Galschiøtt.
Han er begravet på Assistens Kirkegård.

## Værker

### Portrætter
- Portræt af en gammel sømand med pelshue (udstillet 1843, Thorvaldsens Museum)
- Bertel Thorvaldsen (1843, Teatermuseet i Hofteatret, tidligere i Johan Hansens samling)
- Flere portrætter af Thorvaldsen (uden år, Thorvaldsens Museum)
- Etatsråd L.N. Hvidt (1848, Københavns Museum, gentagelse 1860, Københavns Rådhus)
- Statsminister A.S. Ørsted (udstillet 1852)
- Blomstermaler J.L. Jensen (udstillet 1852)
- Legatstifter Carl Ancker (1857, Det Nationalhistoriske Museum på Frederiksborg Slot)[1]
- Professor F.C. Sibbern (udstillet 1860, Jægerspris Slot)
- General Wilhelm Carl Bernt Stricker (1848, Det Nationalhistoriske Museum på Frederiksborg Slot)
- Komponist Emil Horneman (1851, Det Nationalhistoriske Museum på Frederiksborg Slot)[1]
- Marinemaler Vilhelm Melbye (1851)[1]
- Gehejmearkivar C.F. Wegener (1862, Jægerspris Slot)[1]
- Civil våbenbroder med ridderkors og lyst overskæg (1872, Museet på Koldinghus)
- Skuespiller Michael Wiehe[1]
- Landskabsmaler Frederik Kraft (forhen i Johan Hansens samling)[1]
- Forfatter W.I. Karup[1]
- Professor H.C. Ørsted[1]
- Maler Geskel Saloman[1]
- Kong Frederik VII (Museet på Koldinghus)
- Barneportræt og studie af hænder (Vejle Kunstmuseum)
- Kopi af maleri af Adam Oehlenschläger tilskrevet J.L. Lund fra 1809 (uden år, Bakkehusmuseet)[1]

### Historie-, landskabs og genremalerier
- Sankt Ansgar (maleri til sdr. sidealter, opsat 1854-56, Sankt Ansgar Kirke)
- En ungarsk musefænger (udstillet 1860)
- Lader de små børn komme til mig (maleri isat ældre altertavle, 1865, Kværndrup Kirke)
- Kristus i Getsemane (midterfelt i altertavle, 1866, Ryslinge Kirke)
- Parti fra Vedbæk (Toldstedet ved Alexandria) (ca. 1850, Rudersdal Museer)
- Ved Roskilde by (Roskilde Museum)

Desuden repræsenteret på Øregaard Museum. Tegninger i Vejle Kunstmuseum og på Frederiksborgmuseet